# ごく平凡な青は、
「ごく平凡な青は、」（ごくへいぼんなあおは、）は、CYNHNの楽曲。CYNHNの8枚目のシングルとして2020年9月9日に発売された。発売元はI BLUE。

## 概要
夜明けの先に光が見えてきた世界で、不器用な主人公の変わっていく姿が描かれる8thシングル。"時間軸"をテーマとするシングル3部作の3枚目。

CDは2形態で、MVとメイキングを収録したDVD付きの初回限定盤、インストを収録した通常盤。
表題曲の「ごく平凡な青は、」はほぼ全てのCYNHN楽曲を手がけるメインソングライター渡辺翔による作詞・作曲。編曲は前作「水生」から引き続きとなるeba。振付も「水生」から引き続きΜёgpis。
レコーディングには、ドラム：ゆーまお（ヒトリエ）、ベース：イガラシ（ヒトリエ）、クラビネット：岸田勇気が参加している。

カップリングの「くもりぎみ」は同じく渡辺翔による作詞・作曲。編曲は「解けない界面論」「AOAWASE」の笹川真生。振付はメンバーの百瀬怜。アニメーションによるMVはメンバーの綾瀬志希。

### 制作背景
今作はCYNHN第二章のシングル3部作である「2時のパレード」で描かれた"真夜中"、「水生」での"夜明け" に続く時間軸のストーリーであり、光が見えてきた平凡で "青" が溢れる世界が舞台。澄んだ青空を眩しそうに見上げる不器用な主人公が、ありふれた青空の下で"決意"し変わってゆく"始まり" の物語。

崎乃奏音はこの曲について、"もう晴れてしまえばいい"という歌詞は落ち込むことも多い私たちだけど前を向こうとしていることを表している、と自分たちの状況と重なる点を言及している。
またコロナ禍で行われたレコーディングの苦労について青柳透は、自宅の壁が薄いため住宅街から少し外れた車しか通らない幹線道路まで行き、そこで大声を出して練習していたことを明かした。
一方で綾瀬志希はほとんど練習せずレコーディングに臨んでいる。前作「水生」と比較して曲調に合わせてどう歌うべきかをあまり考えずに自分の想いをぶつけるよう歌うことで、この曲の良さ、つまり儚いけど暴力的でとてもきれいでかっこいい、を引き出したことを語っている。

### MV
MV監督はこれまでと同様に岩崎臣男。撮影では密を避けるために、1日のうちで時間と場所を変えて1人ずつ撮影するリレー形式により撮影された。
カットインの写真と動画はメンバー撮影によるもの、絵は綾瀬志希によって描かれた。青柳透は当時在学中で大学の講義もあったことから早朝の撮影で、最後の撮影だった百瀬怜は夕方から夜にかけての時間帯となっている。
MVの撮影場所はゆりかもめ新橋駅周辺、東京競馬場周辺、京王線府中競馬場正門前駅、豊洲大橋周辺。

### 参加ミュージシャン
- ギター、プログラミング、編曲　eba
- ベース　イガラシ（ヒトリエ）
- ドラム　ゆーまお（ヒトリエ）
- クラビネット　岸田勇気

## シングル収録内容
シングルは初回限定盤である空盤（TECI-732）と通常盤である青盤（TECI-733）の2種リリースで、初回限定盤（空盤）には「ごく平凡な青は、」のMusic Video & メイキングを収録したDVDが同梱されている。

### 初回限定盤 （空盤）
| #         | タイトル             | 作詞      | 作曲      | 編曲      | 時間 |
| --------- | -------------------- | --------- | --------- | --------- | ---- |
| 1.        | 「ごく平凡な青は、」 | 渡辺翔    | 渡辺翔    | eba       | 3:39 |
| 2.        | 「くもりぎみ」       | 渡辺翔    | 渡辺翔    | 笹川真生  | 3:03 |
| 合計時間: | 合計時間:            | 合計時間: | 合計時間: | 合計時間: | 6:42 |

| #  | タイトル                          | 作詞 | 作曲・編曲 |
| -- | --------------------------------- | ---- | ---------- |
| 1. | 「ごく平凡な青は、 Music Video」  |      |            |
| 2. | 「ごく平凡な青は、 MVメイキング」 |      |            |

### 通常盤 （青盤）
| #         | タイトル                       | 作詞      | 作曲      | 編曲      | 時間  |
| --------- | ------------------------------ | --------- | --------- | --------- | ----- |
| 1.        | 「ごく平凡な青は、」           | 渡辺翔    | 渡辺翔    | eba       | 3:39  |
| 2.        | 「くもりぎみ」                 | 渡辺翔    | 渡辺翔    | 笹川真生  | 3:03  |
| 3.        | 「ごく平凡な青は、 Inst Ver.」 |           |           |           | 3:39  |
| 4.        | 「くもりぎみ Inst Ver.」       |           |           |           | 3:03  |
| 合計時間: | 合計時間:                      | 合計時間: | 合計時間: | 合計時間: | 13:24 |